# City on Fire (1987)
City on Fire (Originaltitel: chinesisch 龍虎風雲 / 龙虎风云, Pinyin Lónghǔ Fēngyún, Jyutping Lung1fu2 Fung1wan4) ist ein in Hongkong produzierter Gangsterfilm aus dem Jahr 1987 unter der Regie von Ringo Lam mit Chow Yun-Fat in der Hauptrolle. Der Film handelt von einem verdeckten Ermittler, der eine Gruppe von Juwelendieben unterwandert. Der Film hatte in Deutschland keinen regulären Kinostart und erschien nur auf verschiedenen Videoformaten. Der deutsche Videotitel Cover Hard 2 täuscht ein Sequel zum Film Full Contact aus dem Jahr 1992 vor; abgesehen davon, dass Regisseur und Hauptdarsteller identisch sind, gibt es aber keinen Bezug zwischen beiden Filmen (noch dazu erschien Full Contact fünf Jahre nach City on Fire).
Durch den Film wurde Chow Yun-fat nach seiner Rolle in City Wolf international bekannt. Der Film war auch eine starke Inspiration für Quentin Tarantino, der für seinen Film Reservoir Dogs – Wilde Hunde mehrere Szenen in sehr ähnlicher Form übernahm.

## Handlung
Der Polizist Chan Kam-wah, der verdeckt gegen eine Bande von Juwelendieben ermittelte, wird enttarnt und auf einem Marktplatz von drei Männern angegriffen und erstochen. Inspektor Lau, der Vorgesetzte des Getöteten, beauftragt daraufhin Ko Chow (ebenfalls ein verdeckter Ermittler), die Ermittlungen fortzuführen. Ko Chow akzeptiert dies nur widerwillig. Er möchte eigentlich keine weiteren Undercover-Ermittlungen mehr durchführen, da er bei seinem letzten Einsatz jemanden auffliegen ließ, der ihm als Freund vertraut hatte.
Die Bande führt einen Überfall auf eine Schmuckfabrik durch, einer Passantin gelingt es jedoch, die Polizei zu alarmieren. Nach einem Schusswechsel mit der anrückenden Polizei gelingt den Tätern knapp die Flucht mit ihrer Beute. Die Polizeiführung setzt den jungen Inspektor John Chan als Leiter einer Sonderkommission ein. Zwischen Lau und Chan entsteht eine starke Rivalität, da Chan Lau als altmodisch und überfordert ansieht und Lau wiederum Chan als unerfahren und arrogant.
Um Kontakt aufnehmen, bietet Chow der Bande über den Mittelsmann Tai Song Waffen zum Kauf an. Bei einem ersten Treffen mit Fu, einem Mitglied der Bande, wird er von Polizisten der Criminal Investigation Division (die Chan unterstellt sind und nicht informiert sind, dass es sich um einen verdeckten Ermittler handelt) beschattet. Nach der Beerdigung von Kam-wah trifft Chow sich mit Lau, wobei dieser ihm einen Schlüssel zu einem Spind in einer Bowlinganlage übergibt, in der die Waffen hinterlegt werden. Chow rät Lau davon ab, echte Waffen zu übergeben, dieser hält dies jedoch für notwendig, da sonst die Spur zu den Räubern verloren ginge. Ohnehin würden diese sich dann andere Waffen auf dem Schwarzmarkt besorgen.
Chow trifft sich mit seiner Freundin Hung, der er kurz zuvor einen Heiratsantrag gemacht hatte. Der Termin auf dem Standesamt ist zwei Tage später um zehn Uhr morgens, Chow bittet sie aber, die Heirat zu verschieben, bis sein aktueller Fall gelöst ist, woraufhin sie aufgelöst den Raum verlässt.
Vor der Übergabe der aus dem Bowlingcenter abgeholten Waffe an die Räuber bindet sich Chow ein Tonbandgerät um die Hüften. Er trifft sich mit drei der Bandenmitglieder in einer Tiefgarage, von wo aus sie zu einem Friedhof fahren. Chow wird zwar abgetastet, durch ein Ablenkungsmanöver wird das Tonband aber nicht entdeckt. Fu ist mit der gelieferten Waffe zufrieden und möchte sich in zwei Tagen um 12 Uhr mittags treffen, um weitere Waffen inkl. Munition kaufen.
Am kommenden Tag trifft sich Chow mit Lau und bittet ihn um die Waffen. Lau braucht Zeit, um diese zu beschaffen, und sichert zu, sie um 10 Uhr morgens (also zwei Stunden vor der vereinbarten Übergabe an Fu) wieder im Bowlingcenter zu deponieren. Hung packt unterdessen ihre Sachen, um am folgenden Tag mit dem älteren Geschäftsmann Tso, der ihr schon vorher Avancen gemacht hatte, für sie seine Frau zu verlassen, um 14 Uhr einen Flug nach Kanada anzutreten. Als Chow davon am Telefon erfährt, macht er ihr einen Heiratsantrag, um sie umzustimmen. Hung antwortet, wenn er es ernst meine, solle er morgen um 10 Uhr auf dem Standesamt erscheinen. Am kommenden Tag wartet Hung um diese Zeit vergeblich mit ihrer Freundin Rose auf Chows Erscheinen.
Chow wird auf dem Weg zum Bowlingcenter zur Abholung der Waffen von Polizisten beschattet. Als er dies bemerkt (und da der Besitz der Waffen eine Straftat ist), ruft er Lau an, der ihm mitteilt, dass dies Chans Team sei, Chow mit der Abholung der Waffen fortfahren solle und er die Situation mit Chan klären würde. Gegenüber Chan nennt er Chow einen Informanten, verschweigt aber dessen Tätigkeit als verdeckter Ermittler. Chan weist seine Bitte brüsk zurück und verweist ihn des Büros.
Nun auf sich allein gestellt, gelingt es Chow, seine Verfolger an einer Metrostation abzuschütteln, indem er in einen gerade abfahrenden Zug einsteigt. Er geht zum Bowlingcenter und sieht bei der Abholung der Tasche mit den Waffen, dass sich auch Fu in dem Center aufhält. Als er das Gebäude verlassen will, treffen die Polizisten gerade wieder ein. Chow gelingt die Flucht durch einen Sprung aus dem ersten Stock, und er wird auf der Straße von dem gerade mit einem Auto ankommenden Fu aufgesammelt, der mit ihm davonfährt. Sie fahren zum Versteck der Bande, da der Anführer Chow kennen lernen möchte. Er übergibt die drei Waffen und 200 Schuss Munition. Der Anführer ist sehr zufrieden und bietet Chow an, an einem kommenden, groß angelegten Überfall teilzunehmen.
Fu fährt Chow zum Flughafen, wo er auf Hung trifft, die er auf dem Standesamt versetzt hatte. Sie ist dabei, mit Tso einen Flug nach Kanada anzutreten. Er versucht sie noch umzustimmen, wird dabei aber von der Polizei (von der er wegen Waffenhandels gesucht wird) festgenommen, während Hung den Flug antritt. Chow wird von den Polizisten aus Chans Team in einer Polizeiwache verprügelt und gefoltert, um festzustellen, an wen er die Waffen verkauft hat. Als Lau den Raum betritt und dies sieht, bedroht er Chan mit seiner Waffe und es kommt zum Streit. Der Vorgesetzte der beiden hört den Lärm, geht dazwischen und befiehlt, die Fesseln von Chow zu lösen, und bestellt Chan und Lau in sein Büro. Lau gibt zu, Chow die Waffen zum Einfädeln des Waffenhandels übergeben zu haben, um die Bande wegen illegalen Waffenbesitzes festnehmen zu können, und dass es sich bei Chow um einen verdeckten Ermittler handelt. Da der illegale Waffenbesitz jedoch nur zu kurzen Strafen führen würde, schlägt Chan vor, die Täter auf frischer Tat zu ertappen, indem Chow sich an dem Überfall beteiligt. Lau hält das für zu riskant. Letztendlich setzt sich Chan jedoch durch und der Polizeichef befiehlt den Einsatz von Chow als Teilnehmer an dem geplanten Raubzug.
Für die Bande (und Chow) kommen vier Juwelierläden als Ziel in Frage, alle haben schwache Sicherheitsvorkehrungen, viel wertvolle Ware und liegen an Hauptverkehrsstraßen. Nach dem Überfall planen sie, zu einem Versteck am Hafen zu fahren, wo sie am nächsten Tag ein Boot abholen soll. Die Polizei weiß nicht, wo sie zuschlagen werden, plant aber, ein Sondereinsatzkommando bereitzuhalten.
Am Vorabend der Tat ruft der Boss der Bande alle in einer Wohnung zusammen. Alle müssen die verbleibende Zeit aus Sicherheitsgründen zusammen verbringen und ihre Pager abgeben. Chow schreibt die Adresse des geplanten Verstecks auf einen Zettel, es gelingt ihm aber nicht, seinen Kollegen die Botschaft zukommen zu lassen, sodass er den Zettel letztendlich in seine Brieftasche steckt. Chow und Fu teilen sich ein Zimmer und reden über Vergangenheit und Zukunftspläne. Fu ist Analphabet und schon sein Vater war ein Berufskrimineller, der vor etwa zehn Jahren bei einem Überfall auf ein Polizeirevier von der Polizei getötet wurde. Seine Frau hat ihn verlassen und seinen Sohn hat er nicht wieder gesehen. Auch Chow teilt ihm mit, dass er von seiner Freundin verlassen wurde, und beide Männer werden zunehmend vertraut miteinander. Chow liest abends einen Brief von Hung, in dem diese schreibt, dass sie nicht mit Tso nach Kanada gegangen sei, sondern in Hawaii auf ihn warte.
Am nächsten Morgen entscheidet die Polizeiführung, das Sondereinsatzkommando (SEK) abzuziehen, da nicht mehr mit einem unmittelbar bevorstehenden Überfall gerechnet wird. Dies ist jedoch eine Fehleinschätzung, der Anführer der Bande ruft seine Männer morgens zusammen, verteilt die Waffen und nennt den Tai Kong Juwelier als Ziel des Überfalls. Durch den Abzug des SEKs wird dieser nur von zwei Polizisten in einem Streifenwagen bewacht. Der Überfall beginnt, indem vier der Räuber den Laden betreten und mit gezogener Waffe den Schmuck verlangen. Fu und Chow warten vor dem Eingang des Ladens, um die Straße im Auge zu behalten, und der Boss der Gruppe sitzt am Steuer eines der Fluchtwagen. Als Fu seinen Mantelkragen hochstellt, um nicht erkannt zu werden, erkennt Chow, dass es sich bei Fu um den Mann handelt, den Augenzeugen als Mörder von Kam-Wah beschrieben hatten.
Als der Alarm des Juweliers ausgelöst wird, erschießt Joe – einer der Räuber – eine Verkäuferin. Während sie versuchen, in die Autos zu flüchten, werden sie von den beiden Polizisten, die den Laden beschattet hatten, unter Beschuss genommen und Bill (ein weiteres Bandenmitglied) angeschossen. Eines der Fluchtautos wird von der Polizei abgedrängt und zum Stoppen gebracht. Fu, Chow, Joe und Big Song müssen Bill zurücklassen und fliehen im Kugelhagel hinter einen Vorsprung in Deckung. Joe wird ebenfalls von einer Kugel getötet, während Big Song versucht, einen weiteren Fluchtwagen kurzzuschließen. In einem waghalsigen Manöver springt Fu einem anfahrenden Polizeiwagen entgegen und erschießt die vier darin sitzenden Polizisten, wobei er ebenfalls in der Schulter getroffen wird. Chow rettet Fu das Leben, indem er den Polizisten, der auf Fu geschossen hatte, tötet. Als er realisiert, was er getan hat, hält er erschrocken inne, woraufhin ihm Fu das Leben rettet, indem er ihn wieder aus der Schusslinie zieht.
Fu, Chow, Big Song und Bony (der vierte überlebende Räuber) flüchten mit dem gestohlenen Auto zum Versteck am Hafen, einer Halle, wo sie auf den Anführer treffen, der schon auf sie wartet. Am Tatort der Schießerei wird Chows Geldbörse gefunden, wodurch die Polizei vom Ziel der Täter erfährt.
Der Boss vermutet einen Verräter in der Gruppe, da trotz der sorgfältigen Planung so viel Polizei vor Ort war, und beschuldigt Chow, da er erst kürzlich zur Bande hinzugestoßen war. Big Song und insbesondere Fu verteidigen Chow und es kommt zu einem Mexican Standoff: Insbesondere Fu ist auf Chows Seite, da dieser ihm das Leben gerettet hatte, und droht, jeden zu erschießen, der Chow anrührt.
Als die Polizei eintrifft und mit einem Großaufgebot von Dutzenden Männern und dem SEK das Versteck umstellt, lassen die Bandenmitglieder voneinander ab. Als Chan sie über ein Megafon auffordert, sich zu ergeben, schießt Big Song auf die Polizisten. Diese erwidern das Feuer massiv und töten ihn. Bony versucht sich zu ergeben und wird von dem Boss dafür getötet. Als dieser danach auch auf Chow und Fu zu schießen versucht, erschießen ihn diese. Chow ist durch eine Polizeikugel ebenfalls angeschossen worden und seine Verletzungen sind zu schwer für einen Fluchtversuch. Er gesteht Fu, ein verdeckter Ermittler zu sein, und bittet ihn um einen schnellen Tod. Fu will es erst nicht glauben, schafft es aber nicht, Chow zu töten. Während die SEK-Polizisten die Halle stürmen und Fu festnehmen, stirbt Chow an seiner Seite. Lau ist über seinen Tod so erbost, dass er Chan (der sich schon gegenüber seinem Vorgesetzten mit der Lösung des Falls brüstet) mit einem Ziegelstein niederschlägt und sich wütend entfernt.

## Rezeption
Bei der 7. Verleihung des Hong Kong Film Award gewann Ringo Lam den Preis für die beste Regiearbeit und Chown Yun-fat den Preis für den besten männlichen Darsteller. Darüber hinaus war der Film in sieben weiteren Kategorien nominiert.